# إيفلينا صامويلسون
إيفلينا صامويلسون (بالسويدية: Evelina Samuelsson)‏ هي لاعبة هوكي الجليد سويدية، ولدت في 14 مارس 1984 في ستوكهولم في السويد.

## وصلات خارجية
- إيفلينا صامويلسون على موقع EliteProspects.com (الإنجليزية)
- إيفلينا صامويلسون على موقع Eurohockey.com (الإنجليزية)
- إيفلينا صامويلسون على موقع أوليمبيديا (الإنجليزية)
- إيفلينا صامويلسون على موقع اللجنة الأولمبية السويدية (السويدية)